# Роберто Азеведо
Роберто Азеведо (порт. Roberto Carvalho de Azevêdo; нар. 3 жовтня 1957, Салвадор, Бразилія) — бразильський дипломат і колишній генеральний директор Світової організації торгівлі. Асеведо був обраний наступником Паскаля Ламі на посаді генерального директора Світової організації торгівлі у травні 2013 року. Він вступив на посаду 1 вересня 2013. 31 серпня 2020 залишив посаду.

## Освіта
Закінчив Університет в Бразиліа за фахом інженер-електротехнік, пізніше — дипломатичний факультет Інституту Ріо-Бранко. Читав лекції з міжнародної економіки, є автором багатьох наукових статей.
Рідною мовою Роберто Азеведо є португальська. Також він вільно говорить на трьох офіційних мовах СОТ: англійською, французькою та іспанською мовами.

## Кар'єра
У 1984 році вступив на дипломатичну службу. У 1988–1991 роках працював в посольстві Бразилії в Вашингтоні (США), в 1992–1994 роках в посольстві Бразилії в Монтевідео (Уругвай).
У 1995–1996 роках обіймав посаду заступника начальника штабу з економічних питань при міністрі закордонних справ Бразилії.
У 1997–2001 роках був призначений в Постійне представництво Бразилії в Женеві.
У 2001–2005 роках був начальником відділу з врегулювання торговельних суперечок.
У 2005–2006 роках обіймав посаду директора департаменту з економічних питань.
У 2006–2008 роках був заступником міністра закордонних справ Бразилії з економічних і технологічних питань. У цій якості контролював торговельну діяльність та переговори економічного об'єднання МЕРКОСУР, а також угоди і торгові переговори з іншими країнами за межами Латинської Америки.
З 2008 року є постійним представником Бразилії в СОТ та інших міжнародних економічних організаціях у Женеві. Роберто Азеведо представляє Бразилію у Всесвітній організації інтелектуальної власності (ВОІВ), Конференції ООН з торгівлі та розвитку (ЮНКТАД) та Міжнародному союзі електрозв'язку (МСЕ).
Є членом Міжнародного консультативного комітету з бавовни, Комітету з торгівлі Організації економічного співробітництва та розвитку (ОЕСР).
Азеведо брав участь, в різних якостях, практично у всіх конференціях міністрів СОТ, виконуючи обов'язки старшого офіційної особи Бразилії.
28 грудня 2012 він був офіційно висунутий як один з кандидатів на посаду глави СОТ.
7 травня 2013 був обраний главою Світової організації торгівлі. 31 серпня 2020 достроково залишив посаду.

## Сім'я
Роберто Азеведо одружений, у нього дві дочки.